# Chocapic
 (juin 2012).
Si vous disposez d'ouvrages ou d'articles de référence ou si vous connaissez des sites web de qualité traitant du thème abordé ici, merci de compléter l'article en donnant les références utiles à sa vérifiabilité et en les liant à la section « Notes et références ».

Logo de la marque Chocapic

Chocapic désigne une variété de céréales de petit déjeuner chocolatées à base de blé complet, distribuées par Nestlé dès 1984. 

## Histoire
Les céréales Chocapic sont apparues pour la première fois en 1984 en France. Sur le paquet était représenté un moulin avec des ailes composées de pétales de blé. Ce moulin a été remplacé en 1990 par une mascotte, le chien « Pico ». Elles ont pour slogan « C'est fort en chocolat ! ».
Les céréales Chocapic sont enrichies en vitamines de synthèse. Ses principaux consommateurs sont les enfants et les adolescents.
Comme la plupart des céréales Nestlé, elles ont été déclinées en plusieurs autres produits :
- en barres de céréales
- en "Chocapic choco-noisette" (marque supprimée)
- en "Chocapic cœur-fondant"
- en Chocapic au chocolat blanc, mélangés aux normaux dans les paquets de "Chocapic duo"[réf. souhaitée]

## Slogans
- « Chocapic, c'est fort en chocolat ! »
- « Et paf ! ça fait des Chocapics ! »

## Anecdotes
En Chine, sur les paquets, le chien Pico est remplacé par un koala.